# Michael Martin
Michael John Martin, Baron Martin of Springburn, PC (født 3. juli 1945, død 29. april 2018) var en britisk Labour-politiker, der var Member of Parliament (MP) for Glasgow Springburn fra valget i 1979 og frem til 2006, og herefter for Glasgow North East frem til 2009. Han blev valgt som Speaker of the House of Commons i 2000, og havde posten i 9 år indtil hans ufrivillige afgang i 2009.
Ved hans valg til posten som Speaker i 2000 var han den første romersk katolske person til at få rollen siden reformationen. Han trådte tilbage fra posten den 21. juni 2009 som resultat af svindende parlamentarisk og offentlige tillid til ham, som følge af hans rolle i udgiftskandale. Han trådte også tilbage fra sin plads i House of Commons den efterfølgende dag.

## Privatliv
Martin mødte Mary McLay på Heatovent fabrikken, hvor hun arbejdede ved samlebånd. De blev gift i 1966. Parret havde en søn og en datter. Hans søn, Paul Martin var Labour Member of the Scottish Parliament (MSP) for Glasgow Springburn fra 1999 til 2011, og herefter for Glasgow Provan fra 2011 til hans nederlag ved det skotske parlamentsvalg i 2016.